# Borzicactus icosagonus subsp. roseiflorus
Borzicactus icosagonus subsp. roseiflorus ist eine Unterart der Pflanzenart Borzicactus icosagonus in der Gattung Borzicactus aus der Familie der Kakteengewächse (Cactaceae).  Das Epitheton roseiflorus leitet sich von den lateinischen Worten roseus für ‚rosenrot‘ sowie -florus für ‚-blütig‘ ab.

## Beschreibung
Borzicactus icosagonus subsp. roseiflorus wächst säulenförmig, mit meist nicht verzweigten Trieben und erreicht bei Durchmessern von 4 bis 5 Zentimetern Wuchshöhen von bis zu 1 Meter. Es sind 16 bis 17 etwas gehöckerte Rippen vorhanden. Die Areolen weisen Durchmesser von 2 bis 2,5 Millimeter auf. Blühfähige Areolen sind größer. Die 30 bis 40 Dornen sind nur schwer in Mittel- und Randdornen zu unterscheiden. Sie sind ausstrahlend, weißlich gelb bis gelb und 5 bis 10 Millimeter lang. Blühfähige Areolen tragen auch bräunliche Dornen, die manchmal mehr borstenartig und bis 3,5 Zentimeter lang sind.
Die stark zygomorphen, leuchtend rosafarbenen Blüten erscheinen in der Nähe der Triebspitze. Sie sind 5 Zentimeter lang und weisen Durchmesser von 3 Zentimetern auf. Ihr Perikarpell und die Blütenröhre sind mit bräunlichen Haaren und borstenartigen Dornen besetzt. Die mehr oder weniger kugelförmigen, gelbgrünen Früchte sind behaart und erreichen Durchmesser von etwa 1,5 Zentimetern.

## Verbreitung und Systematik
Borzicactus icosagonus subsp. roseiflorus ist vermutlich im Norden Perus verbreitet.
Die Erstbeschreibung als Akersia roseiflora erfolgte 1961 durch Albert Frederik Hendrik Buining. Graham J. Charles stellte die Art 2012 als Unterart zur Art Borzicactus icosagonus. Ein nomenklatorisches Synonym ist Cleistocactus roseiflorus (Buining) G.D.Rowley (2000).

## Nachweise